# Du học tại Hoa Kỳ
Du học tại Hoa Kỳ là hành động của một học sinh, sinh viên theo đuổi các cơ hội, tham gia các chương trình giáo dục tại Hoa Kỳ. Việc này bao gồm học sinh tiểu học, trung học và sau trung học. Du học sinh được xác định ở Hoa Kỳ thường do các lý do chính trị về an ninh quốc gia và chính sách đối ngoại. Tính đến năm 2010, số lượng sinh viên du học chỉ chiếm khoảng 1% tổng số sinh viên tại các cơ sở giáo dục của Hoa Kỳ.
Theo báo cáo của Statista, số lượng sinh du lịch tại Hoa Kỳ đã đặt đỉnh vào năm học 2018-2019 và sụt giảm nghiêm trọng sau đó có thể do đại dịch COVID-19.

## Lịch sử
Đại học Delaware được cho là đã tổ chức những chương trình du học đầu tiên được thiết kế cho sinh viên đại học Hoa Kỳ vào những năm 1920.
Vài thập kỷ sau, Giáo sư Raymond W. Kirkbride của Đại học Delaware, một giáo sư người Pháp và là cựu chiến binh trong chiến tranh thế giới thứ nhất, đã giành được sự ủng hộ của hiệu trưởng trường đại học Walter S. Hullihen để gửi sinh viên sang Pháp học năm thứ nhất.

## Xu hướng

### Số lượng du học sinh
| Năm                 | Số lượng du học sinh | Biến động (%) | Ghi chú |
| ------------------- | -------------------- | ------------- | ------- |
| 2003-2004           | 572.509              | —             |         |
| 2004-2005           | 565.039              | -0.02         |         |
| 2005-2006           | 564.766              | ~0.00         |         |
| 2006-2007           | 582.984              | +0.03         |         |
| 2007-2008           | 623.805              | +0.07         |         |
| 2008-2009           | 671.616              | +0.08         |         |
| 2009-2010           | 690.923              | +0.03         |         |
| 2010-2011           | 723.277              | +0.05         |         |
| 2011-2012           | 764.495              | +0.06         |         |
| 2012-2013           | 819.644              | +0.07         |         |
| 2013-2014           | 866.052              | +0.06         |         |
| 2014-2015           | 974.926              | +0.13         |         |
| 2015-2016           | 1.043.839            | +0.07         |         |
| 2016-2017           | 1.078.822            | +0.03         |         |
| 2017-2018           | 1.094.792            | +0.01         |         |
| 2018-2019           | 1.095.299            | ~0.00         |         |
| 2019-2020           | 1.075.496            | -0.02         |         |
| 2020-2021           | 914.095              | -0.17         |         |
| Nguồn: statista.com |                      |               |         |

- Biến động dương, số lượng sinh viên du học Hoa Kỳ tăng.
- Biến động không đáng kể.
- Biến động âm, số lượng sinh viên du học Hoa Kỳ giảm.

### Số lượng du học sinh theo quốc gia
| STT                 | Quốc gia       | Số lượng (2019-20) | Ghi chú |
| ------------------- | -------------- | ------------------ | ------- |
| 1                   | Tây Ban Nha    | 19.792             |         |
| 2                   | Italia         | 19.731             |         |
| 3                   | Vương quốc Anh | 19.147             |         |
| 4                   | Pháp           | 8.528              |         |
| 5                   | Úc             | 8.252              |         |
| 6                   | Ireland        | 4.712              |         |
| 7                   | Đức            | 4.512              |         |
| 8                   | Costa Rica     | 3.917              |         |
| 9                   | Nhật Bản       | 3.406              |         |
| 10                  | Đan Mạch       | 3.130              |         |
| 11                  | New Zealand    | 3.096              |         |
| 12                  | Mexico         | 2.999              |         |
| 13                  | Séc            | 2.667              |         |
| 14                  | Trung Quốc     | 2.481              |         |
| 15                  | Hà Lan         | 2.202              |         |
| 16                  | Nam Phi        | 2.159              |         |
| 17                  | Hàn Quốc       | 1.942              |         |
| 18                  | Argentina      | 1.920              |         |
| 19                  | Israel         | 1.893              |         |
| 20                  | Hy Lạp         | 1.829              |         |
| 21                  | Ecuador        | 1.787              |         |
| 22                  | Ấn Độ          | 1.736              |         |
| 23                  | Áo             | 1.405              |         |
| 24                  | Chile          | 1.332              |         |
| 25                  | Thái Lan       | 1.228              |         |
| Nguồn: statista.com |                |                    |         |

### Thời gian lưu trú trung bình
Theo thống kê của statista.com thì thời gian lưu trú trung bình của du học sinh tại Hoa Kỳ là 29,78% với mức ngắn hạn là 8 tuần trở xuống; 65,75% với mức 1-2 kỳ/1 học kỳ và 3,67% cho dài hạn là một năm.

## Tác động của COVID-19
Do COVID-19 và các hạn chế, đã có sự sụt giảm đáng kể 72% đối với sinh viên quốc tế mới đăng ký vào các trường đại học ở Hoa Kỳ so với năm 2019.
Giáo dục và chi phí cho sinh viên chủ yếu đến từ nguồn cá nhân hoặc gia đình, chính phủ nước ngoài hoặc các nhà tài trợ ở nước ngoài. Sự sụt giảm dòng sinh viên quốc tế đến Hoa Kỳ đã gây thiệt hại kinh tế 1,17 tỷ USD cho quốc gia này.